# AK-74
L'AK-74 (in russo А(втомат) К(алашникова - 74 года?)) è un fucile d'assalto di tipo AKM modificato.

## Caratteristiche
Le variazioni si hanno essenzialmente nella faccia dell'otturatore per adattarsi alla nuova cartuccia calibro 5,45 × 39 mm e nella presenza di un estrattore migliorato, di un nuovo caricatore in plastica rinforzato con fibre di vetro e di un freno di bocca di notevole efficacia che sfrutta in maniera ottimale il flusso di gas in uscita dall'arma; esso, infatti, non solo riduce in maniera significativa la vampa emessa dall'arma, ma contrasta anche il rinculo imprimendo all'arma più spinta in basso e in avanti, anche se aumenta il rumore prodotto.

## Versioni

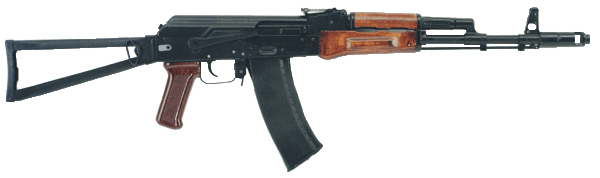
Un AKS-74, col calcio pieghevole.

- AKS-74 (un modello con calcio pieghevole - 943/690mm - creato per le Forze aerotrasportate russe), utilizzati anche dalle unità delle Forze Speciali degli Spetsnaz

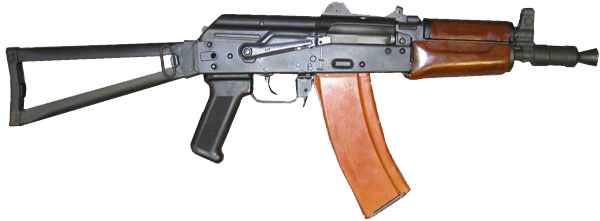
Un AKS-74U, versione corta e con calcio pieghevole.

- AKS-74U (Avtomat Kalashnikova Skladnoi 1974 Ukorotshjenny) versione corta con calcio pieghevole -734/490mm - progettata per equipaggi di veicoli e reparti speciali.
- AK-74N versione con guida per mirino a infrarossi sul fianco sinistro
- AK-74M :l'ultima versione prodotta, che sostituisce le parti in legno con parti in plastica dura e guida per mirino infrarossi.
- AN-11 TISS versione sperimentale basata sull'AKS-74U che impiegava munizioni calibro 9x39 mm.[3]

## Utilizzatori
- Afghanistan[4]
- Armenia[4]
- Azerbaigian[4]
- Bielorussia[4]
- Bulgaria: AR-M1 (versione di AK-74) e AKS-74U di costruzione nazionale.[5]
- Germania Est: Costruzione nazionale.[6]
- Estonia[4]
- Georgia[4]
- Giordania[4]
- Grecia[7]
- Kazakistan[4]
- Kirghizistan[4]
- Moldavia[4]
- Mongolia[4]
- Corea del Nord[8]
- Polonia: Costruzione nazionale.[6]
- Romania: Costruzione nazionale.[6]
- Russia: L'AK-74M è attualmente il principale fucile in dotazione all'esercito russo.[6]
- URSS[9]
- Tagikistan[4]
- Turkmenistan[4]
- Ucraina[4]
- Uzbekistan[4]